# Zeitreise Live
Zeitreise Live ist das achte Livealbum des deutschen Musikprojekts Schiller.

## Entstehung
Im Anschluss an die Veröffentlichung des Albums Future im Februar 2016 tourte das Musikprojekt Schiller, welches seit 2003 allein von Christopher von Deylen geleitet wird, im September und Oktober des Jahres durch verschiedene Arenen in Deutschland.
Für Zeitreise Live wurde das Konzert in der Berliner Mercedes-Benz Arena am 14. Oktober 2016 gefilmt.

## Veröffentlichung
Zeitreise Live erschien am 16. Dezember 2016 zeitgleich mit Zeitreise – Das Beste von Schiller auf Doppel-CD, Doppel-LP und als Download. Der gleichnamige Konzertfilm erschien auf Blu-Ray und DVD. Zudem erschien eine limitierte Premiumbox. Sie enthält die Doppel-CD, die Blu-Ray, die DVD, ein Schlüsselband, einen Schiller-Pass mit Zugang zu weiteren digitalen Inhalten, ein 80-seitiges Tourtagebuch sowie das Remixalbum Future 2.

## Titelliste

### Deluxe Edition
Alle Stücke geschrieben von Christopher von Deylen, sofern nicht anders angegeben.

#### CD 1
1. Zeitreise I
2. Schwerelos
3. The Future III
4. Ile Aye (von Deylen, Coker)
5. Begrüssung
6. Nachtflug
7. Rubinrot
8. Playing with Madness (featuring Tricia McTeague) (von Deylen, Bergström)
9. Ultramarin
10. Berlin – Moskau
11. Salton Sea
12. Mitternacht
13. Polarstern

#### CD 2
1. Looking out for you (featuring Tricia McTeague) (von Deylen, Anthony Hewitt, Emma Hewitt)
2. Not in Love (featuring Arlissa) (von Deylen, Arlissa Ruppert, Tedros)
3. Paradise (featuring Arlissa) (von Deylen, Ruppert, Clare Reynolds)
4. Once upon a Time
5. Ein schöner Tag (von Deylen, von Schlieffen)
6. Bandvorstellung
7. Dancing in the Dark (featuring Tricia McTeague) (von Deylen, Ameerah Roelants, Joel Geddis)
8. Das Glockenspiel (von Deylen, von Schlieffen)
9. Sehnsucht
10. Schiller (von Deylen, von Schlieffen)
11. Ruhe (von Deylen, von Schlieffen)
12. Verabschiedung
13. For You (featuring Carmel Echols) (von Deylen, Sharon Stone, Tawgs Salter)
14. For You (Reprise) (von Deylen, Salter)[4]

### Premiumbox

#### DVD/Blu-Ray – Der Konzertfilm
1. Zeitreise I
2. Schwerelos
3. The Future III
4. Ile Aye
5. Nachtflug
6. Rubinrot
7. Playing with Madness (featuring Tricia McTeague)
8. Ultramarin
9. Berlin – Moskau
10. Salton Sea
11. Mitternacht
12. Polarstern
13. Looking out for you (featuring Tricia McTeague)
14. Not in Love (featuring Arlissa)
15. Paradise (featuring Arlissa)
16. Once upon a Time
17. Ein schöner Tag
18. Dancing in the Dark (featuring Tricia McTeague)
19. Das Glockenspiel
20. Sehnsucht
21. Schiller
22. Ruhe
23. For You (featuring Carmel Echols)
24. Zeitreise: Zeitraffer – 2 Stunden in 2,5 Minuten (nur auf Blu-Ray)
25. Featurette – Live in Berlin
26. Photofilm I – Live in Köln
27. Photofilm II – Impressionen (nur auf Blu-Ray)
28. Photofilm III – Hinter den Kulissen (nur auf Blu-Ray)
29. Photofilm IV – Live in Berlin (nur auf Blu-Ray)

#### CD 3 – Future 2
1. Paradise (Revisited) (featuring Arlissa)
2. The Future III (Chill Out)
3. Once upon a Time (instrumental)
4. Die Nacht gehört uns (Chill Out)
5. Rubinrot (Chill Out)
6. The Wait is over (instrumental)
7. The Future I + II (instrumental)
8. Once upon a Time (Reprise)
9. Once upon a Time (Chill Out)
10. I breathe (Revisited) (featuring Cristina Scabbia)
11. I breathe (Reprise)[5]

### LP-Version
Alle Stücke geschrieben von Christopher von Deylen, sofern nicht anders angegeben.

#### Seite 1
1. Zeitreise I
2. Schwerelos
3. The Future III
4. Ile Aye (von Deylen, Coker)
5. Nachtflug

#### Seite 2
1. Playing with Madness (featuring Tricia McTeague) (von Deylen, Bergström)
2. Ultramarin
3. Berlin – Moskau
4. Salton Sea
5. Mitternacht

#### Seite 3
1. Polarstern
2. Looking out for You (featuring Tricia McTeague) (von Deylen, Hewitt, Hewitt)
3. Not in Love (featuring Arlissa) (von Deylen, Ruppert, Tedros)
4. Once upon a Time

#### Seite 4
1. Ein schöner Tag (von Deylen, von Schlieffen)
2. Das Glockenspiel (von Deylen, von Schlieffen)
3. Schiller (von Deylen, von Schlieffen)
4. Ruhe (von Deylen, von Schlieffen)
5. For You (featuring Carmel Echols) (von Deylen, Sharon Stone, Tawgs Salter)[6]